# Peter Weibel (Künstler)

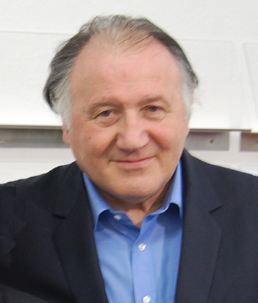
Peter Weibel (2013)

Peter Weibel (* 5. März 1944 in Odessa; † 1. März 2023 in Karlsruhe) war ein österreichischer Künstler, Ausstellungskurator, Kunst- und Medientheoretiker. Er leitete ab Januar 1999 das Zentrum für Kunst und Medien in Karlsruhe.

## Leben
Peter Weibel war das Kind einer Russlanddeutschen und eines Wehrmachtsoffiziers. Er verbrachte seine Kindheit und Schulzeit im oberösterreichischen Ried im Innkreis. Nach der Schule studierte er zunächst für ein Jahr in Paris Französisch, Film und Komparatistik, begann 1964 in Wien zunächst ein Studium der Medizin und wechselte dann zur Mathematik mit dem Schwerpunkt Logik. Weibel gab nicht an, ein Universitätsstudium abgeschlossen zu haben.
Weibels Werk lässt sich den Genres Konzeptkunst, Performance, Experimentalfilm, Videokunst, Computerkunst und allgemein Medienkunst zuordnen.
Ausgehend von semiotischen und linguistischen Überlegungen (John Langshaw Austin, Roman Ossipowitsch Jakobson, Charles S. Peirce, Ludwig Wittgenstein u. a.) entwickelte Weibel eine künstlerische Sprache, die ihn ab 1965 von der experimentellen Literatur zur Performance führte. In seinen performativen Aktionen untersuchte er nicht nur die „Medien“ Sprache und Körper, sondern auch Film, Video, Tonband und interaktive elektronische Umgebungen. Kritisch analysierte er ihre Funktion für die Konstruktion von Wirklichkeit. Neben Aktionen mit Vertretern des Wiener Aktionismus arbeitete er ab 1967 (zusammen mit Valie Export, Ernst Schmidt jr. und Hans Scheugl) an einem „erweiterten Kino“. Es wurde durch das amerikanische Expanded Cinema inspiriert und reflektierte die ideologischen und technischen Bedingungen der filmischen Darstellung. Peter Weibel entwickelte diese Überlegungen ab 1969 konsequent in seinen Videobändern sowie -installationen weiter. Mit seinen Fernsehaktionen, den teleaktionen, die das Österreichische Fernsehen (ORF) 1972 im Rahmen der Sendung Impulse ausstrahlte, überschritt er die Grenzen des Galerieraumes und untersuchte die Videotechnik in ihrer Anwendung im Massenmedium Fernsehen.
Am 7. Juni 1968 nahm Weibel an der Aktion „Kunst und Revolution“ in einem Hörsaal der Universität Wien teil, wo er mit einem brennenden Handschuh einen Vortrag (Schimpftirade) gegen die damalige Regierung hielt. Der Vortrag trug den Titel Was tun?, in Anlehnung an die berühmte Lenin-Schrift Was tun?. Die Aktion war einer der Höhepunkte der Studentenbewegung 1968 in Österreich.

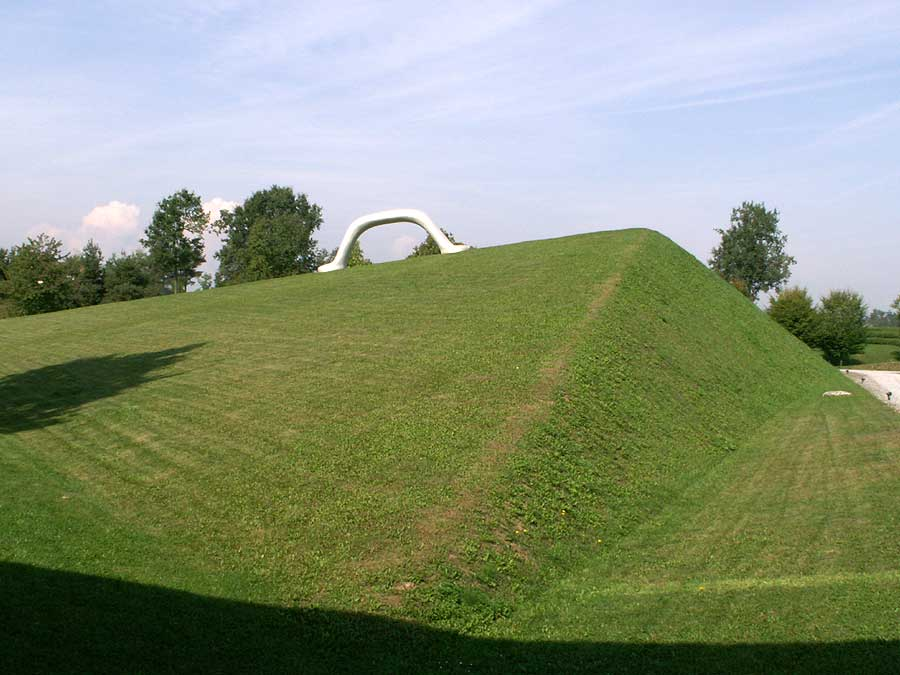
„Die Weltkugel als Koffer“ (2004), Installation im Österreichischen Skulpturenpark bei Graz

Peter Weibel setzte seine künstlerischen Themen in unterschiedlichsten Materialien, Formen und Techniken um: in Texten, Skulpturen, Installationen, Filmen und Videos. 1978 wandte er sich auch der Musik zu. Er gründete zusammen mit Loys Egg die Band „Hotel Morphila Orchester“. Mitte der 1980er Jahre erforschte er die Möglichkeiten der computergestützten Bearbeitung von Video. Anfang der 1990er Jahre realisierte er erste interaktive computerbasierte Installationen, mit denen er das Verhältnis von Medien und Wirklichkeitskonstruktion thematisierte.
In seinen zahlreichen Vorträgen und Artikeln publizierte Weibel über zeitgenössische Kunst, Mediengeschichte, Medientheorie, Film, Videokunst und Philosophie. Als Theoretiker und Kurator setzte er sich für eine Kunst und eine Kunstgeschichtsschreibung ein, die Technikgeschichte und Wissenschaftsgeschichte berücksichtigt. In seiner Funktion als Lehrer an Universitäten und langjähriger Leiter von Institutionen wie der Ars Electronica, Linz, dem Institut für Neue Medien in Frankfurt am Main, und dem Zentrum für Kunst und Medien (ZKM) Karlsruhe beeinflusste er besonders die europäische Szene der sogenannten Computerkunst durch Konferenzen, Ausstellungen und Publikationen.
Er starb vier Tage vor seinem 79. Geburtstag. Er wurde auf dem Wiener Zentralfriedhof bestattet (Gruppe 33G, Nummer 21).

### Forschung und Lehre

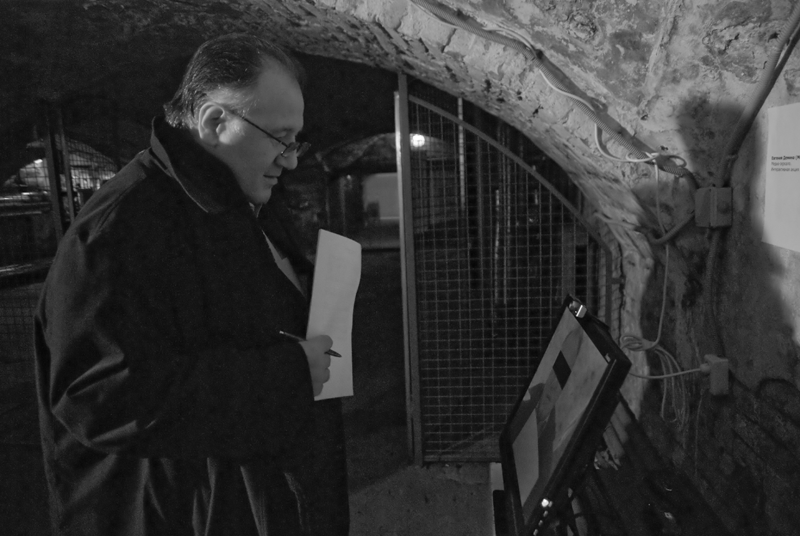
Peter Weibel

Peter Weibel lehrte ab 1976 an mehreren Hochschulen, unter anderem an der Universität für angewandte Kunst Wien, dem College of Art and Design in Halifax, Kanada und der Gesamthochschule Kassel. 1984 wurde er für fünf Jahre als Associate Professor for Video and Digital Arts an das Center for Media Study der State University of New York in Buffalo, N. Y. berufen. 1984 erhielt er die Professur für visuelle Mediengestaltung (Vismed) an der Universität für Angewandte Kunst in Wien. 1989 wurde er mit dem Aufbau des Instituts für Neue Medien an der Städelschule in Frankfurt am Main beauftragt, das er bis 1994 als Direktor leitete. Seit 2009 war er Gastprofessor an der University of New South Wales, Sydney, Australien. Seit 2017 war er Direktor des Peter Weibel – Forschungsinstituts für digitale Kulturen an der Universität für angewandte Kunst Wien.

### Kuratorische Tätigkeit
Seit 1986 war Peter Weibel künstlerischer Berater der Ars Electronica, von 1992 bis 1995 auch ihr künstlerischer Leiter. Von 1993 bis 1999 kuratierte er den Pavillon des Staates Österreich auf der Biennale von Venedig. Zwischen 1992 und 2011 war er Chefkurator der Neuen Galerie Graz. 2008 kuratierte er die Internationale Biennale von Sevilla. 2011 war er Kurator für die 4. Moskauer Biennale. Von 2015 bis 2017 war er Kurator von lichtsicht, der Projektions-Biennale in Bad Rothenfelde.

## Kontroverse um angebliche Dissertation
Für mediales Aufsehen sorgten Plagiatsgerüchte um Weibels angebliches Doktorat. In seinem Lebenslauf gab Weibel über Jahre hinweg an, eine Dissertation verfasst zu haben, allerdings ohne klarzustellen, dass es nie zu einem Rigorosum kam, er also den Doktorgrad nicht erlangt hatte. Weibel spielte in seinen Angaben somit mit der Unterscheidung Dissertation/Doktorat, was der Medienwissenschaftler Stefan Weber ironisch als Weibelsches Dissertations-Doktorats-Paradoxon bezeichnete. Mit der Unterscheidung zwischen der angeblich verfassten Dissertation und dem – von ihm niemals behaupteten – Doktorat umging Weibel den Vorwurf der Erschleichung eines akademischen Grades.

## Politisches Engagement
Weibel war Initiator und Erstunterzeichner des in der Zeitschrift Emma veröffentlichten Offenen Briefs an Bundeskanzler Scholz vom 29. April 2022, der sich gegen Waffenlieferungen an die Ukraine nach dem russischen Überfall auf die Ukraine ausspricht.
Im Februar 2023 war Weibel Erstunterzeichner einer von Sahra Wagenknecht und Alice Schwarzer initiierten Petition an Olaf Scholz. Das „Manifest für Frieden“ ruft zu Diplomatie und Verhandlungen und gegen weitere „eskalierende Waffenlieferungen“ an die Ukraine im Zuge des russischen Überfalls auf.

## Projekte und Ausstellungen

### Kuratorische Projekte
- 1976: Österreichs Avantgarde 1908–38. Mit Oswald Oberhuber. Galerie nächst St. Stephan, Wien
- 1987: Logokultur. Universität für angewandte Kunst, Wien
- 1990: Vom Verschwinden der Ferne. Mit Edith Decker. Postmuseum, Frankfurt am Main
- 1991: Das Bild nach dem letzten Bild. Mit Kasper König. Galerie Metropol, Wien
- 1993: Kontext Kunst. Neue Galerie Graz
- 1996: Inklusion: Exklusion. Steirischer Herbst 96, Graz
- 1998: Jenseits von Kunst. Museum van Hedendaagse Kunst (MuHKA), Antwerpen; Neue Galerie Graz; Ludwig-Museum, Budapest
- 1999: Offene Handlungsfelder. 48. Biennale von Venedig, Venedig
- 1999/2000: Der anagrammatische Körper. Kunsthaus Muerz, Mürzzuschlag; Neue Galerie Graz; Zentrum für Kunst und Medientechnologie, Karlsruhe
- 2000: Net_condition. Zentrum für Kunst und Medientechnologie, Karlsruhe
- 2000/2001: Olafur Eliasson: Surroundings surrounded. Neue Galerie Graz und Zentrum für Kunst und Medientechnologie, Karlsruhe
- 2002: Iconoclash. Mit Bruno Latour. Zentrum für Kunst und Medientechnologie, Karlsruhe
- 2002: Future Cinema. Mit Jeffrey Shaw. Zentrum für Kunst und Medientechnologie, Karlsruhe
- 2003: M_ARS: Kunst und Krieg. Mit Günther Holler-Schuster. Neue Galerie Graz
- 2005: Making Things Public. Mit Bruno Latour. Zentrum für Kunst und Medientechnologie, Karlsruhe
- 2005: Lichtkunst aus Kunstlicht. Mit Gregor Jansen. Zentrum für Kunst und Medientechnologie, Karlsruhe
- 2007: YOU-ser: Das Jahrhundert des Konsumenten. Zentrum für Kunst und Medientechnologie, Karlsruhe
- 2008: Rom – Offene Malerei. Das Materialbild im Italien der 1950er und 1960er Jahre. Zentrum für Kunst und Medientechnologie, Karlsruhe
- 2008: Medium Religion. Zentrum für Kunst und Medientechnologie, Karlsruhe
- 2008: youniverse. Internationale Biennale für zeitgenössische Kunst, Sevilla
- 2009: IMAGINING MEDIA@ZKM. Mit Bernhard Serexhe. Zentrum für Kunst und Medientechnologie, Karlsruhe
- 2011: Francesco Lo Savio – Tano Festa. The Lack of the Other. Mit Freddy Paul Grunert. Zentrum für Kunst und Medientechnologie, Karlsruhe
- 2011: Moderne: Selbstmord der Kunst? Im Spiegel der Sammlung der Neuen Galerie Graz. Mit Christa Steinle und Gudrun Danzer. Neue Galerie Graz
- 2011: Bruseum. Ein Museum für Günter Brus. Mit Anke Orgel. Neue Galerie Graz
- 2011: Hans Hollein. Mit Günther Holler-Schuster. Neue Galerie Graz
- 2011: The Global Contemporary Kunstwelten nach 1989. Mit Andrea Buddensieg. Zentrum für Kunst und Medientechnologie, Karlsruhe
- 2014: Lynn Hershman Leeson. Civic Radar. Mit Andreas Beitin. Zentrum für Kunst und Medientechnologie, Karlsruhe[13]
- 2015: Lichtsicht, Projektions-Biennale, Bad Rothenfelde[14]
- 2015: Lynn Hershman Leeson. Civic Radar. Mit Andreas Beitin. Deichtorhallen Hamburg in der Sammlung Falckenberg, Hamburg[15]
- 2015: Die Stadt ist der Star – Kunst an der Baustelle. Vom K-Punkt am Staatstheater bis zum Marktplatz. Mit Andreas Beitin. Zentrum für Kunst und Medientechnologie, Karlsruhe[16]
- 2015: Schlosslichtspiele. Zentrum für Kunst und Medientechnologie, Karlsruhe[17]
- 2015: Ryoji Ikeda. micro | macro. Zentrum für Kunst und Medientechnologie, Karlsruhe[18]
- 2015: HA Schult: Action Blue. Mit Bernhard Serexhe. Zentrum für Kunst und Medientechnologie, Karlsruhe[19]
- 2015: Transsolar + Tetsuo Kondo. Cloudscapes. Zentrum für Kunst und Medientechnologie, Karlsruhe[20]
- 2015: Bodenlos – Vilém Flusser und die Künste. Mit Baruch Gottlieb, Siegfried Zielinski. Zentrum für Kunst und Medientechnologie, Karlsruhe[21]
- 2015: Infosphäre. Mit Daria Mille, Giulia Bini. Zentrum für Kunst und Medientechnologie, Karlsruhe[22]
- 2015: Exo-Evolution. Mit Sabiha Keyif, Philipp Ziegler, Giulia Bini. Zentrum für Kunst und Medientechnologie, Karlsruhe[23]
- 2016: Bodenlos – Vilém Flusser und die Künste. Mit Baruch Gottlieb, Siegfried Zielinski, Akademie der Künste, Berlin
- 2016: Liquid Identities – Lynn Hershman Leeson. Identitäten im 21. Jahrhundert. Mit Andreas Beitin. Lehmbruck Museum, Duisburg[24]
- 2016: Bodenlos – Vilém Flusser und die Künste. Mit Baruch Gottlieb, Siegfried Zielinski. West, Den Haag
- 2016: Digitale Wasserspiele. Zentrum für Kunst und Medientechnologie, Karlsruhe[25]
- 2016: Schlosslichtspiele. Zentrum für Kunst und Medientechnologie, Karlsruhe[26]
- 2016: William Kentridge: More Sweetly Play the Dance. Zentrum für Kunst und Medientechnologie, Karlsruhe[27]
- 2016: Kunst in Europa 1945–1968. Der Kontinent, den die EU nicht kennt. Mit Eckhart J. Gillen, Daria Mille, Daniel Bulatov. Zentrum für Kunst und Medientechnologie, Karlsruhe[28]
- 2016: Beat Generation. Mit Jean-Jacques Lebel, Philippe-Alain Michaud. Zentrum für Kunst und Medientechnologie, Karlsruhe[29]
- 2017: Kunst in Europa 1945–1968. Die Zukunft im Blick. Art in Europe 1945–1968. Staatliches Museum für Bildende Künste A. S. Puschkin, Moskau[30]
- 2017: Bodenlos – Vilém Flusser und die Künste. Mit Baruch Gottlieb, Pavel Vančát, Siegfried Zielinski. GAMU (Galerie AMU), Prag[31]
- 2017: Markus Lüpertz. Kunst, die im Wege steht. Mit Walter Smerling. Zentrum für Kunst und Medientechnologie, Karlsruhe
- 2017: Schlosslichtspiele. Zentrum für Kunst und Medientechnologie, Karlsruhe[32]
- 2018: DIA-LOGOS. Ramon Llull und die Kunst des Kombinierens. Mit Amador Vega, Siegfried Zielinski, Bettina Korintenberg. Zentrum für Kunst und Medientechnologie, Karlsruhe[33]
- 2018: generator marx: kapital | digital, »»generator. medienkunstlabor trier[34]
- 2018: Kunst in Bewegung. 100 Meisterwerke mit und durch Medien. Ein operationaler Kanon. Mit Siegfried Zielinski, Judith Bihr, Daria Mille. Zentrum für Kunst und Medientechnologie, Karlsruhe
- 2018: Schlosslichtspiele, Zentrum für Kunst und Medientechnologie, Karlsruhe
- 2019: Open Codes. Leben in digitalen Welten. Mit Blanca Giménez. Bundesministerium der Justiz und für Verbraucherschutz, Berlin
- 2019: Negativer Raum. Skulptur und Installation im 20./21. Jahrhundert. Mit Anett Holzheid, Daria Mille. Zentrum für Kunst und Medien, Karlsruhe
- 2019: Writing the History of the Future. Mit Margit Rosen, Zentrum für Kunst und Medien, Karlsruhe
- 2019: Schlosslichtspiele, Zentrum für Kunst und Medien, Karlsruhe
- 2019: Seasons of Media Arts. Stadt der partizipativen Visionen. Mit Lívia Nolasco-Rózsás, Blanca Giménez, Olga Timurgalieva. Zentrum für Kunst und Medien, Karlsruhe
- 2020: Critical Zones. Horizonte einer neuen Erdpolitik. Mit Bruno Latour, Zentrum für Kunst und Medien, Karlsruhe
- 2023: Schlosslichtspiele Light Festival, Karlsruhe

### Einzelausstellungen
- 1975: Kosmologie des Paradoxen, Galerie nächst St. Stephan, Wien
- 1988: Inszenierte Kunstgeschichte, Museum für Angewandte Kunst, Wien
- 1991: Scanned Objects, Galerie Grita Insam, Wien
- 1992: Virtuelle Welten, Galerie Tanja Grunert, Köln
- 1992: Malerei zwischen Anarchie und Forschung, Neue Galerie Graz
- 1993: Vertreibung der Vernunft, Biennale von Venedig, Venedig
- 1995: Copyleft, Galerie & Edition Artelier, Graz
- 1996: Die Symbol-Zeit ist abgelaufen, Galerie & Edition Artelier, Graz
- 1999: Globale Gier, Kärntner Landesgalerie, Klagenfurt
- 2003: B-Picture. Ein Film über Peter Weibel, Künstlerhaus Palais Thurn und Taxis, Bregenz
- 2004: peter weibel. sozialmatrix. werke 1965–79, Meyer Riegger Galerie, Karlsruhe
- 2004: peter weibel. das offene werk 1964–1979, Neue Galerie Graz; Mucsarnok, Kunsthalle Budapest; Moderna Galerija, Ljubljana
- 2004: Rechtssubjekt statt Mensch, Artelier Contemporary, Graz
- 2009: Lines of Crime, Galerie Grita Insam, Wien
- 2009: Peter Weibel, Rewriter, Slought Foundation, Philadelphia, PA
- 2011: Peter Weibel, Das Leben im 20. Jahrhundert: 225 Millionen Morde, Oratorium für 42. Tonspur-Passage im MQ, Wien
- 2011: Peter Weibel, Die Kunst ist der Imker. Nicht die Biene, Galerie Lisi Hämmerle, Bregenz
- 2012: Mobile Poeme, Kunstraum Tosterglope, Tosterglope
- 2013: Politische Performance, Galerie Anita Beckers, Frankfurt
- 2014: Peter Weibel – Medienrebell. Warnung! Diese Ausstellung kann Ihr Leben verändern, 21er Haus, Wien
- 2015: Scanned World, Artelier Contemporary, Graz
- 2015: Der kälteste Planet des Universums: Das menschliche Herz. Gewalt und Genozide im 20. Jahrhundert. Zentrum für Kunst und Medientechnologie, Karlsruhe[35]
- 2018: Loys Egg / Peter Weibel. Bibliotheca Insomnia, Galerie Kunst & Handel, Graz
- 2019: respektive Peter Weibel. Zentrum für Kunst und Medien, Karlsruhe[36]

### Gruppenausstellungen
- 1966: Destruction in Art Symposium, London
- 1968: Kunst und Revolution, Universität Wien
- 1968: multi media 1, Galerie junge Generation, Wien
- 1968: Underground Explosion, München, Köln, Stuttgart
- 1970: Concrete Poetry Festival, Hanau
- 1970: First International Underground Film Festival. London
- 1971: Experimenta 4, Frankfurt
- 1973: Trigon 73, Neue Galerie, Graz
- 1973: The Austrian Exhibition, ICA, London; Richard Demarco Gallery, Edinburgh
- 1974: International Experimental Film Festival, Knokke, Belgien
- 1975: Video, Serpentine Gallery, London
- 1977: Documenta 6, Kassel
- 1978: 38. Biennale von Venedig
- 1983: aktuell 83, Städtische Galerie im Lenbachhaus, München
- 1984: 31st Cannes Film Festival
- 1984: Recent Acquisitions, Museum of Modern Art, New York
- 1985: Zeit – die 4. Dimension, Museum für Moderne Kunst, Wien
- 1986: Künstlerphilosophen, Kunsthaus, Zürich
- 1989: Das Spiel des Unsagbaren, Wiener Secession, Wien; Palais des Beaux-Arts, Brüssel
- 1990: Le desenchantement du Monde, Villa Arson, Nizza
- 1991: Images du Futur, Montréal, Québec [CDN]
- 1996: Wunschmaschine Welterfindung, Kunsthalle, Wien
- 1996: Copyright, Galerie & Edition Artelier, Graz
- 1997: L’empreinte, Centre Georges Pompidou, Paris
- 1997: Unimplosive Art, Biennale von Venedig
- 1998: Out of Actions, Museum of Contemporary Art, Los Angeles
- 2001: Morphologies, Artspace Visual Art Center, Woolloomooloo/Sydney, Australien
- 2004: Virtual Frame, Kunsthalle Wien [Kooperation mit Bernhard Faiss und Ronald Genswaider]
- 2005: Open Systems, Tate Modern, London
- 2009: LINIE, 401contemporary, Berlin
- 2009: We Interrupt This Program, Mercer Union, Toronto
- 2010: MEMENTO, 401contemporary, Berlin
- 2011: Car Culture. Medien der Mobilität, Zentrum für Kunst und Medientechnologie, Karlsruhe
- 2012: Vidéo Vintage, Centre Georges Pompidou, Paris
- 2017: Open Codes, Zentrum für Kunst und Medientechnologie, Karlsruhe
- 2018: The 6th Guangzhou Triennial, Guangdong Museum of Art. Guangzhou Shi
- 2018: Kunst in Bewegung. 100 Meisterwerke mit und durch Medien, Zentrum für Kunst und Medien, Karlsruhe
- 2019: Open Codes. Connected Bots, Chronus Art Center, Shanghai
- 2019: Open Circuits, Arte, Strasbourg
- 2019: Open Codes, Landesvertretung Baden-Württemberg, Berlin
- 2019: Writing the History of the Future, Zentrum für Kunst und Medien, Karlsruhe
- 2019: Open Codes, Azkuna Zentroa, Bilbao
- 2020: Das Orale in Kunst und Kultur, Kunstmuseum Wolfsburg
- 2023: Schlosslichtspiele, Konzert von Kraftwerk (Band) (gemeinsame Vorbereitung), Karlsruhe
- 2023: Schlosslichtspiele Light Festival, Karlsruhe

## Auszeichnungen
- 1974: Filmpreis der Stadt Berlin
- 1984: Creative Excellence (Special Effects), Clio-Awards Festival, New York
- 1984: 31. Festival für TV und Film, Prix National, Cannes
- 1991: Skulpturenpreis der EA-Generali Foundation, Wien
- 1992: Preis der Stadt Wien für Bildende Kunst
- 1997: Siemens-Medienkunstpreis
- 2002: Großes Ehrenzeichen für Verdienste um die Republik Österreich[37]
- 2004: Käthe-Kollwitz-Preis
- 2007: Großes Ehrenzeichen des Landes Steiermark[38]
- 2007: Ehrendoktorwürde der University of Art and Design Helsinki[39]
- 2008: Ordre des Arts et des Lettres
- 2009: Friedlieb-Ferdinand-Runge-Preis
- 2009: Verdienstmedaille des Landes Baden-Württemberg
- 2009: Ordentliches Mitglied der Nordrhein-Westfälischen Akademie der Wissenschaften und der Künste
- 2009: Ordentliches Mitglied der Bayerischen Akademie der Schönen Künste
- 2009: Europäischer Kultur-Projektpreis der Europäischen Kulturstiftung
- 2010: Österreichisches Ehrenkreuz für Wissenschaft und Kunst I. Klasse[40]
- 2013: Verleihung der Ehrendoktorwürde der Universität Pécs, Ungarn[41]
- 2014: Oskar-Kokoschka-Preis für sein künstlerisches Gesamtwerk[42]
- 2017: Österreichischer Kunstpreis für Medienkunst
- 2020: Lovis-Corinth-Preis
- 2021: Trebbia-Preis

## Publikationen
- Lebenssehnsucht und Sucht. Merve Verlag, Berlin 2002, ISBN 3-88396-174-4.

### Herausgeberschaft
- zusammen mit Valie Export: Bildkompendium Wiener Aktionismus und Film. Kohlkunstverlag, Frankfurt am Main 1970.
- Kritik der Kunst. Kunst der Kritik: es says & I say. Jugend und Volk, Wien, München 1973.[43]
- Arbeiten in den Medien Sprache, Schrift, Papier, Stein, Foto, Ton, Film und Video aus zwanzig Jahren. Reihe Protokolle. Jg. 1982, Bd. 2, Jugend und Volk, Wien, München 1982, ISBN 3-224-16617-7.
- mit Edith Decker: Vom Verschwinden der Ferne. Telekommunikation und Kunst. DuMont Verlag, Köln 1990.
- mit Werner DePauli-Schimanovich: Kurt Gödel. Ein mathematischer Mythos. Hölder-Pichler-Tempsky, Wien 1997, ISBN 3-209-00865-5.
- Gamma und Amplitude. Medien- und kunsttheoretische Schriften. Philo & Philo Fine Arts, Berlin 2004, ISBN 3-86572-515-5.
- Peter Weibel. Das offene Werk 1964–1979. Cantz, Stuttgart 2007, ISBN 978-3-7757-1539-3.
- zusammen Holger Jost: Claus Bremer: Mitspiel. Die Aktivierung des Publikums: Vom dynamischen Theater zur Theaterstadt. Dramaturgische Texte 1948-1971. zkm book im Alexander Verlag, Berlin 2014, ISBN 978-3-89581-336-8.
- Beuys Brock Vostell. Aktion Demonstration Partizipation 1949-1983. Hatje Cantz, Ostfildern 2014, ISBN 978-3-7757-3864-4.
- mit Ulrich Arnswald und Friedrich Stadler: Der Wiener Kreis – Aktualität in Wissenschaft, Literatur, Architektur und Kunst. LIT Verlag, Wien 2019, ISBN 978-3643509376.